# Bahama Mama
«Bahama Mama» — песня группы Boney M с их четвёртого студийного альбома Oceans of Fantasy (1979). В ноябре того же 1979 года песня была издана вместе с «I’m Born Again» (ещё одной песней с того же альбома) отдельным синглом. (Сингл был двусторонним, «I’m Born Again / Bahama Mama».)
В песне рассказывается о жительнице Багам («мамаше с Багам»), у которой «самый большой дом в городе» и 6 безумно красивых незамужних дочерей.
По утверждению книги «Красивая планета. 100 стран мечты», это самая популярная песня на Багамских островах, где её знает и напевает каждый житель.
В 1991 году российская группа Кар-Мэн выпустила кавер-версию на эту песню. А в 1998 году кавер-версию с текстом Сергея Харина выпустила российская группа Балаган Лимитед.